# Emil Vogel
Emil Vogel (Wriezen, 1859 – Nikolassee, 1908) è stato un musicologo tedesco.
Da giovane ha affrontato studi di filologia, trasferendosi a Berlino, oltre a compiere studi di musica sotto la guida di Philipp Spitta.
Soggiornò per lungo tempo in Italia, assieme al suo collega Franz Xaver Haberl; collaborarono nelle ricerche sulla musica 
rinascimentale della penisola.
Vogel, in particolar modo, approfondì le sue conoscenze anche sulla musica seicentesca, che concretizzò con alcuni trattati e monografie, quali: Claudio Monteverdi (1887) e Marco da Gagliano e la musica a Firenze dal 1570 al 1650.
Tra gli altri suoi lavori rilevanti, si annoverano vari cataloghi, tra i quali una delle musiche vocali profane realizzate in Italia dal XVI secolo al XVIII secolo.
Inoltre è stato il direttore della Biblioteca Musicale Peters a Lipsia ed ha collaborato con il Jahrbuch Peters.